# Volunteers
Volunteers ist das fünfte Studioalbum der US-amerikanischen Psychedelic-Rock-Band Jefferson Airplane.  Das Album erschien 1969 und erreichte Platz 13 in den US-Charts, die ausgekoppelte Single Volunteers Platz 65.

## Entstehung
Das Album wurde im Frühjahr 1969 in Wally Heiders Studio in San Francisco aufgenommen, das mit einem damals neuen 16-Spur-Rekorder ausgestattet war. Volunteers war eine der ersten Aufnahmen, die mit dieser Technik produziert wurden. 

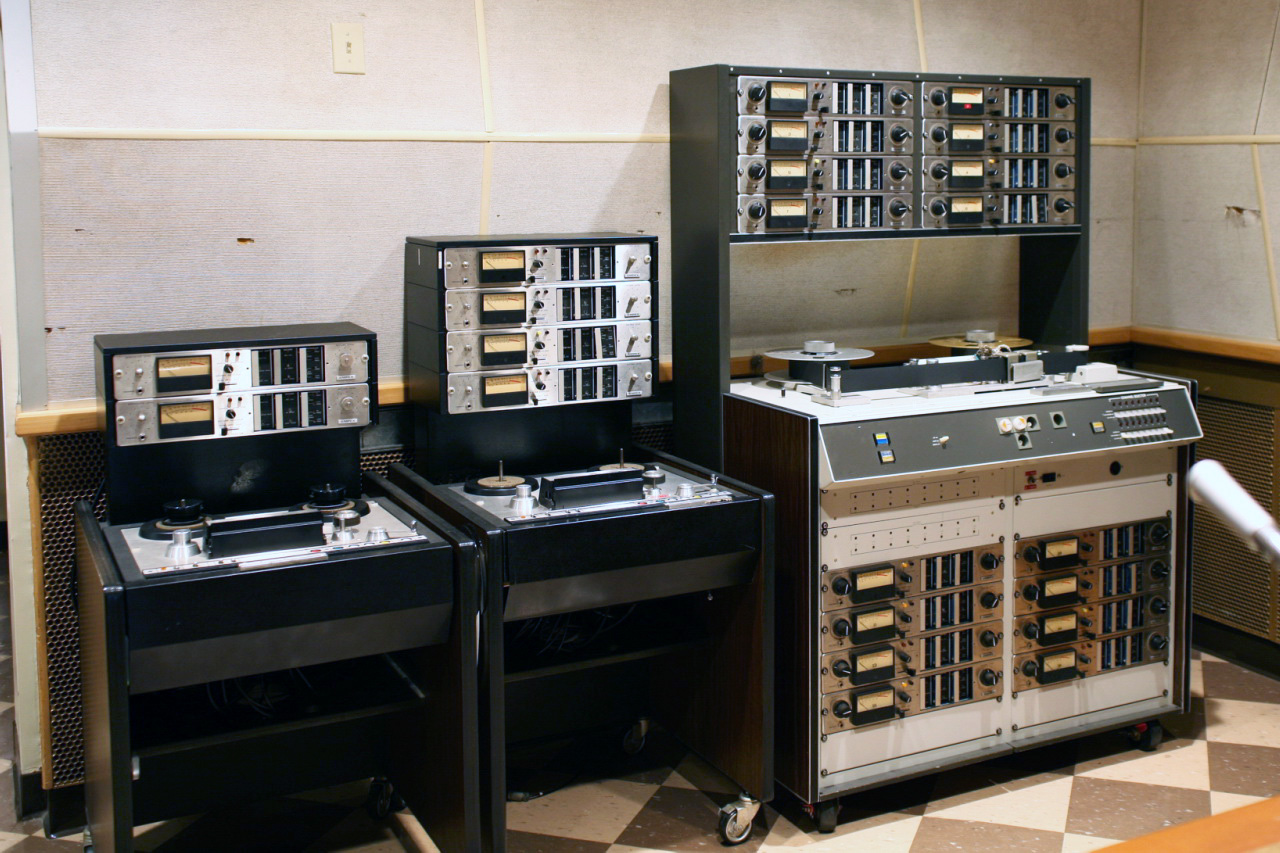
Rechts ein Ampex MM1000 16-Spur-Rekorder, ein solches Gerät wurde bei der Aufnahme verwendet.

An der Aufnahme des Albums waren eine Reihe Gastmusiker beteiligt: Jerry García, der als Studiomusiker für die Rolling Stones und Kinks bekannt gewordene englische Pianist Nicky Hopkins sowie Stephen Stills und David Crosby. Das Lied Wooden Ships nahmen sie zusammen mit Graham Nash 
im gleichen Jahr auch für ihr Debütalbum auf.
Ebenfalls als Gastmusiker dabei war Joey Covington, der kurz darauf Spencer Dryden am Schlagzeug ersetzen sollte. Auch der Sänger und Airplane-Mitbegründer Marty Balin verließ die Band nach diesem Album. Drei der Titel des Albums Eskimo Blue Day, Wooden Ships und  Volunteers spielte die Band während ihres Auftritts beim Woodstock-Festival. Das Album war durchaus umstritten. Der ursprüngliche Titel Volunteers of America oder Volunteers of Amerikkka – das dreifache K war eine Anspielung auf den Ku-Klux-Klan – wurde von der Plattenfirma abgelehnt. Auch Textzeilen wie Up against the wall, motherfucker aus We Can Be Together verzögerten die Veröffentlichung des Albums, das erst im November 1969 erschien. Ed Ward schrieb dazu 1970 im Rolling Stone, „Falls da eine politische Botschaft wäre, steckt sie zwischen den Zeilen“ und „…wer das Album kauft, um sie ‚motherfucker‘ sagen zu hören, wird auch den Rest anhören und vielleicht musikalisch, wenn nicht politisch radikalisiert werden“.

## Stil und Rezeption
Das Album enthält eine Mischung aus psychedelischen Rocksongs mit dem für Jefferson Airplane typischen mehrstimmigen Gesang, Country-Rock-Liedern  (A Song for All Seasons, The Farm) und die Adaption des russischen Volksliedes Poljuschko Pole als Instrumental unter dem Titel Meadowlands.
Jim Newsom von allmusic hebt die musikalischen Arrangements, das Klavierspiel von Nicky Hopkins und den rasiermesserscharfen Klang von Jorma Kaukonens Gitarrenspiel hervor.
Auf der Liste der 500 besten Alben aller Zeiten der Musikzeitschrift Rolling Stone erreichte das Album Platz 370.

## Titelliste

### Seite 1
1. We Can Be Together (Paul Kantner) – 5:48
2. Good Sheperd (Traditional, arrangiert von Jorma Kaukonen) – 4:23
3. The Farm (Kantner, Gary Blackman) – 2:55
4. Hey Fredrick (Grace Slick) – 8:31

### Seite 2
1. Turn My Life Down (Kaukonen) – 3:30
2. Wooden Ships (David Crosby, Kantner, Stephen Stills) – 6:00
3. Eskimo Blue Day (Slick) – 6:31
4. A Song for All Seasons (Spencer Dryden) – 3:30
5. Meadowlands (Traditional, arrangiert von Slick & Kantner) – 1:01
6. Volunteers (Marty Balin, Kantner) – 2:03

## Zusätzliche Musiker
- Stephen Stills:Hammondorgel
- Nicky Hopkins: Klavier
- Jerry García: Pedal-Steel-Gitarre
- Joey Covington: Conga
- David Crosby
- Ace of Cups: Gesang

## Weitere Veröffentlichungen
1973 erschien eine Quadrofonieabmischung des Albums. Die CD-Veröffentlichung von 2004 enthält zusätzlich fünf Liveaufnahmen aus dem Fillmore East (Good Sheperd, Somebody to Love, Plastic Fantastic Lover, Wooden Ships, Volunteers) und im Jahr 2009 erschien das Album zusammen dem kompletten Auftritt der Band beim Woodstock-Festival unter dem Titel Jefferson Airplane Woodstock Experience.